# Piper nubigenum
Piper nubigenum är en pepparväxtart som beskrevs av Carl Sigismund Kunth. Piper nubigenum ingår i släktet Piper och familjen pepparväxter.

## Underarter
Arten delas in i följande underarter:
- P. n. balsapambae
- P. n. brevifolium
- P. n. venezuelense